# Lourdes (film, 2009)
Pour les articles homonymes, voir Lourdes (homonymie).
Pour plus de détails, voir Fiche technique et Distribution.
Lourdes est un film franco-germano-autrichien écrit et réalisé par Jessica Hausner, sorti le 15 décembre 2009 en Autriche et le 27 juillet 2011 en France.
Sylvie Testud a remporté en 2010, pour son interprétation dans le film, le prix de l'Actrice européenne de l'année.

## Synopsis
Lourdes. Quelques jours dans la vie d'un groupe de pèlerins, d'accompagnants, de malades, de handicapés, encadrés par des membres de l'Œuvres hospitalières françaises de l'ordre de Malte. Au sein du groupe, Christine, paralysée : en fauteuil, elle n'a de mobile que la tête. Et si survenait une guérison miraculeuse ?

## Fiche technique
- Titre : Lourdes
- Réalisation : Jessica Hausner
- Scénario : Jessica Hausner
- Photographie : Martin Gschlacht
- Montage : Karina Ressler
- Décors : Katharina Wöppermann
- Son : Uve Haußig
- Costumes : Tanja Hausner
- Pays d'origine :  Autriche /  France /  Allemagne
- Durée : 99 minutes
- Dates de sortie :
  -  Autriche : 15 décembre 2009
  -  France : 27 juillet 2011

## Distribution
- Sylvie Testud : Christine

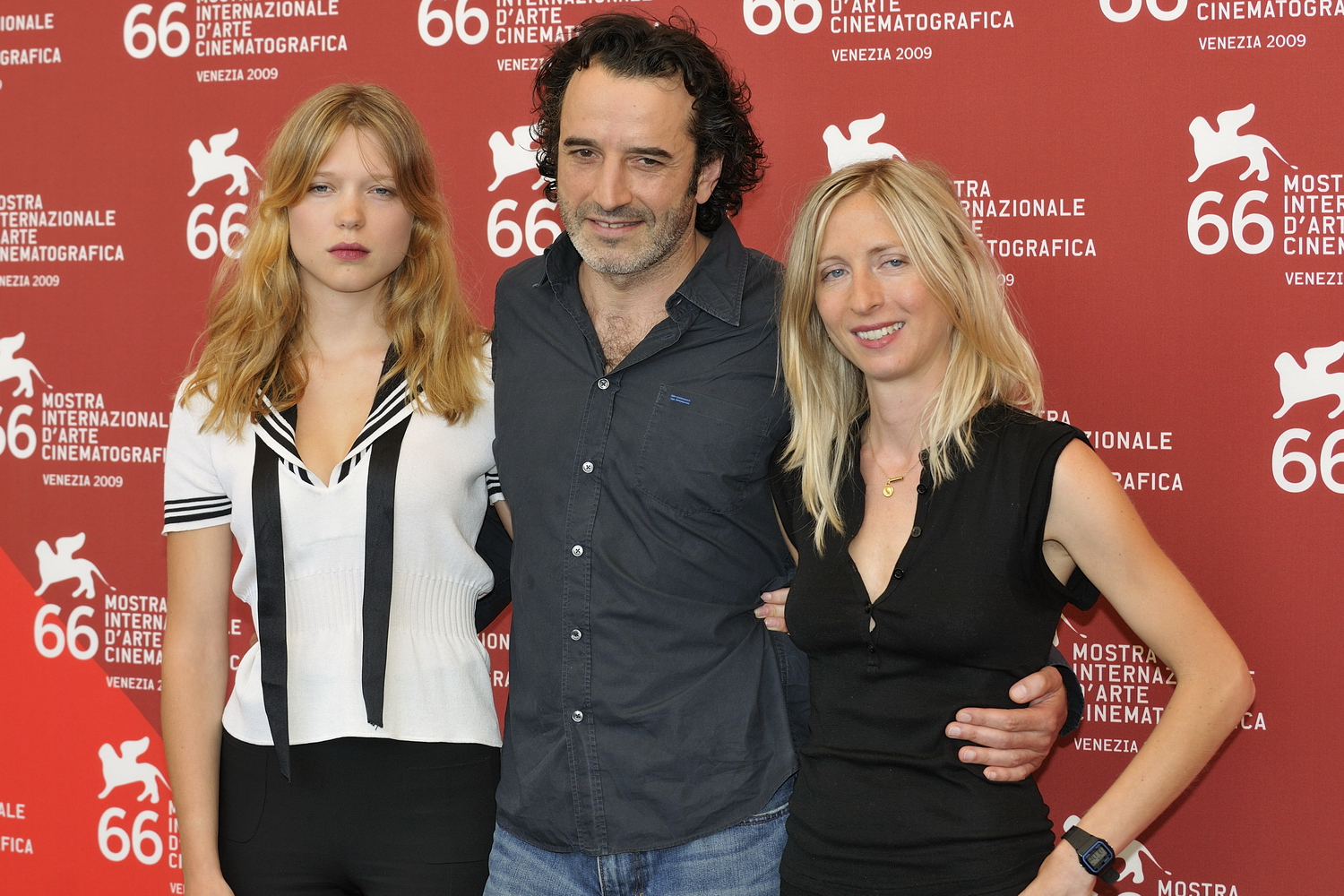
Léa Seydoux, Bruno Todeschini et la réalisatrice du film Jessica Hausner à la Mostra de Venise 2009

- Bruno Todeschini : Kuno, un encadrant de l'Œuvres hospitalières françaises de l'ordre de Malte
- Elina Löwensohn (V. F. : Cécile Paoli) : sœur Cécile, de l'Ordre de Malte
- Léa Seydoux : Maria, une jeune accompagnante de l'Ordre de Malte, chargée de Christine
- Gilette Barbier : Mme Hartl, qui cherche une action pour bénéficier d'un miracle
- Gerhard Liebmann (V. F. : Guillaume de Tonquédec) : père Nigl
- Linde Prelog (V. F. : Frédérique Cantrel) : Mme Huber
- Heidi Baratta : Mme Spor
- Hubsi Kramar : Mlle Oliveti
- Helga Illich : Mme Oliveti

Source et légende : Version française (V. F.) sur le site d'AlterEgo (la société de doublage)

## Autour du film
- L'Autrichienne Jessica Hausner, qui fut assistante de Michael Haneke, réalise ici son cinquième long-métrage, après notamment Lovely Rita et Hotel, tous deux sélectionnés au Festival de Cannes dans la section Un certain regard.
- Lourdes a été sélectionné à la Mostra de Venise 2009, où il a obtenu une double récompense : le Prix FIPRESCI de la Critique Internationale et le Prix du jury œcuménique de la Berlinale.